# Liste der Biografien/Perd
Liste der Biografien |
Portal Biografien |
Personensuche
# |
A |
B |
C |
D |
E |
F |
G |
H |
I |
J |
K |
L |
M |
N |
O |
P |
Q |
R |
S |
T |
U |
V |
W |
X |
Y |
Z |
?
 
Pa |
Pc |
Pe |
Pf |
Ph |
Pi |
Pj |
Pk |
Pl |
Pm |
Pn |
Po |
Pr |
Ps |
Pt |
Pu |
Pv |
Pw |
Py
 
Pea |
Peb |
Pec |
Ped |
Pee |
Pef |
Peg |
Peh |
Pei |
Pej |
Pek |
Pel |
Pem |
Pen |
Peo |
Pep |
Peq |
Per |
Pes |
Pet |
Peu |
Pev |
Pew |
Pex |
Pey |
Pez
 
Pera |
Perb |
Perc |
Perd |
Pere |
Perf |
Perg |
Perh |
Peri |
Perj |
Perk |
Perl |
Perm |
Pern |
Pero |
Perp |
Perq |
Perr |
Pers |
Pert |
Peru |
Perv |
Perw |
Pery |
Perz
Die Liste der Biografien führt alle Personen auf, die in der deutschsprachigen Wikipedia einen Artikel haben. Dieses ist eine Teilliste mit 38 Einträgen von Personen, deren Namen mit den Buchstaben „Perd“ beginnt.

## Perd

### Perde
- Përdedaj, Fanol (* 1991), deutsch-kosovarischer Fußballspieler
- Perdelwitz, Angelika (* 1954), deutsche Schauspielerin
- Perdelwitz, Heidrun (1956–2020), deutsche Schauspielerin und Hörspielsprecherin
- Perdelwitz, Wanda (* 1984), deutsche Schauspielerin
- Perdew, John (* 1943), US-amerikanischer Physiker
- Perdew, Kelly (* 1967), US-amerikanischer Unternehmer

### Perdi
- Perdicaris, Ion (1840–1925), griechisch-amerikanischer Lebemann, dessen Entführung 1904 den sogenannten Perdicaris-Zwischenfall auslöste
- Perdiguier, Agricol (1805–1875), französischer Wandergeselle, Politiker und Schriftsteller
- Perdikkas, König von Makedonien
- Perdikkas († 320 v. Chr.), Sohn des Orontes, makedonischer General, Freund und enger Vertrauter (nach dem Tod Hephaistions Chiliarch) Alexanders des Großen
- Perdikkas II. († 413 v. Chr.), König von Makedonien
- Perdikkas III. († 359 v. Chr.), König von Makedonien
- Perdisa, Cesare (1932–1998), italienischer Formel-1-Rennfahrer

### Perdo
- Perdomi, Romano († 1967), italienischer Autorennfahrer
- Perdomo Borrero, Ismael (1872–1950), kolumbianischer Geistlicher, Erzbischof von Bogotá
- Perdomo Paredes, Roberto (1926–2007), honduranischer Politiker und Diplomat
- Perdomo, Chance (1996–2024), britischer Schauspieler und Model
- Perdomo, Facundo (* 1999), uruguayischer Fußballspieler
- Perdomo, John (* 1993), kolumbianischer Fußballschiedsrichter
- Perdomo, José (* 1965), uruguayischer Fußballspieler
- Perdomo, Kike (* 1961), spanischer Jazzmusiker
- Perdomo, Luis (* 1971), venezolanischer Jazzmusiker, Arrangeur und Komponist
- Perdomo, Nili (* 1994), spanischer Fußballspieler
- Perdomo, Ricardo (1960–2022), uruguayischer Fußballspieler
- Perdomo, Stéfano (* 1990), uruguayischer Fußballspieler
- Perdonnet, Albert Auguste (1801–1867), französischer Ingenieur und EisenbahnpionierAlbert Auguste Perdonnet (1801–1867)

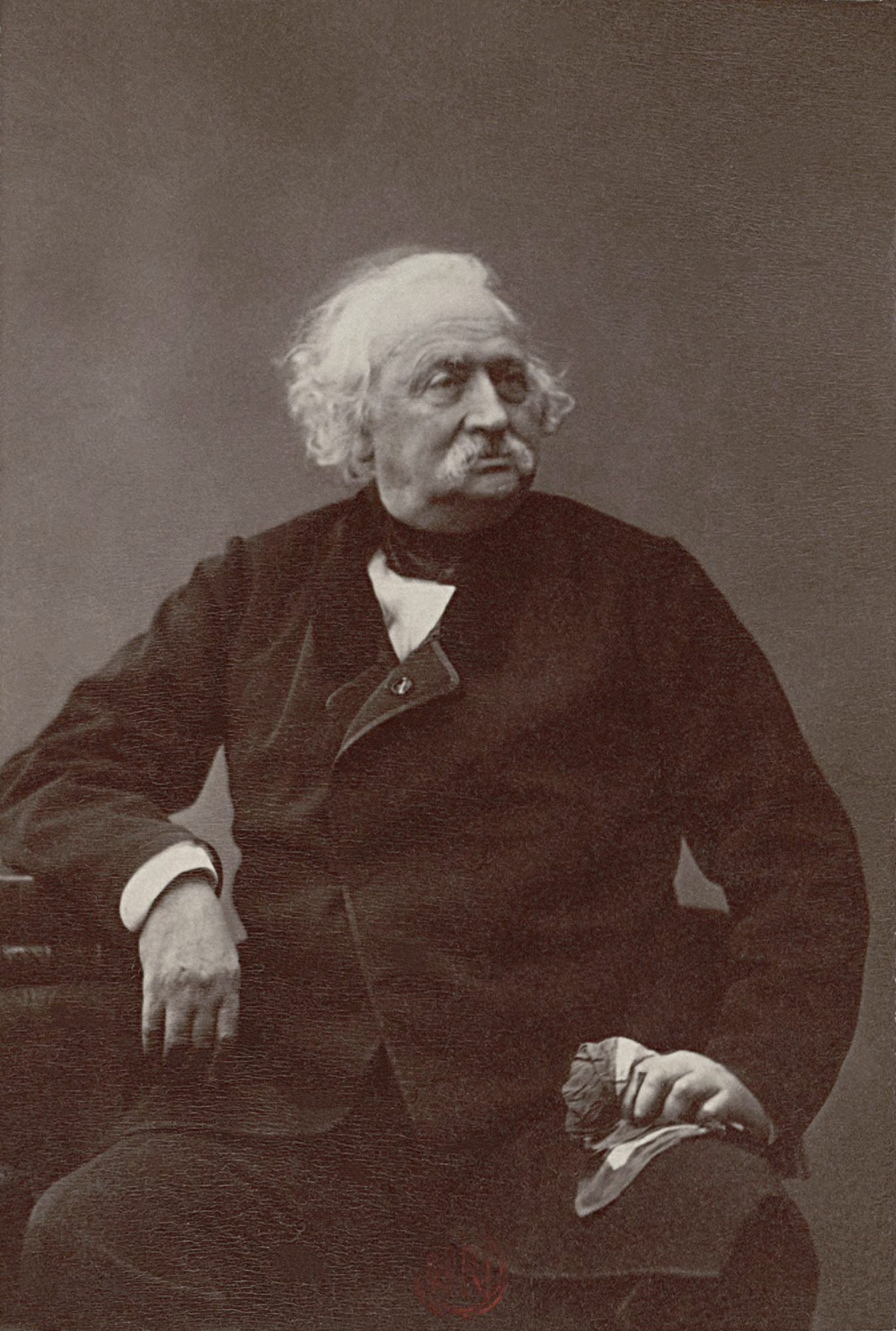
Albert Auguste Perdonnet (1801–1867)

- Perdonnet, Vincent (1768–1850), Schweizer Politiker

### Perdr
- Perdrisat, Charles F. (* 1932), Schweizer Kernphysiker
- Perdrizet, Paul (1870–1938), französischer Klassischer Archäologe

### Perdu
- Perdue, Beverly (* 1947), US-amerikanische Politikerin
- Perdue, David (* 1949), US-amerikanischer Politiker
- Perdue, Lauren (* 1991), US-amerikanische Schwimmerin
- Perdue, Lewis (* 1949), US-amerikanischer Schriftsteller
- Perdue, Peter (* 1949), US-amerikanischer Historiker
- Perdue, Sonny (* 1946), US-amerikanischer Politiker
- Perdue, Theda (* 1949), amerikanische Historikerin
- Perdue, Tito (* 1938), US-amerikanischer Schriftsteller
- Perduss, Ron (* 1976), deutscher Journalist und Moderator